# The Mamas & the Papas
The Mamas & the Papas var en amerikansk-kanadensisk pop- och folkrock-grupp bildad i New York 1965. Gruppen var en fortsättning och sammanslagning av de båda grupperna The New Journeymen och The Mugwumps. The Mamas and the Papas bildades i oktober 1965. Kort därefter slog man sig ner på USA:s västkust i Kalifornien. Gruppen är känd för sina många harmonirika lätta pophits, och är en av de mest representiva grupperna inom den ljusa pop som skapades i Kalifornien under andra halvan av 1960-talet. Det var också på den tiden lite udda och nytt med både kvinnlig och manlig stämsång i samma grupp. Några av gruppens mest kända hits är "California Dreamin'", "Monday, Monday", "Dedicated to the One I Love", "Creeque Alley" och "Dream a Little Dream of Me". The Mamas and the Papas invaldes i Rock and Roll Hall of Fame år 1998.

## Karriär

### Bildandet och namnskapandet
Det var sångaren John Phillips (1935–2001), som bildade musikgruppen tillsammans med sångarna Denny Doherty (1940–2007), Cass Elliot (även känd som "Mama Cass", 1941–1974) och Michelle Phillips (född 1944). Både Elliot och Doherty hade tidigare varit med i det kortlivade folkrockprojektet The Mugwumps där också kommande medlemmar i The Lovin' Spoonful var med. Gruppnamnet kom till en dag då alla fyra medlemmar var samlade i ett hus för att komma på ett nytt bra namn. Någon slog på TV:n där en intervju med en medlem i Hells Angels pågick. HA-medlemmen besvarade en fråga som intervjuaren ställt: "Now hold on there, Hoss. Some people call our women cheap, but we just call them our Mamas." Cass utropade då: "Yeah ! I want to be a Mama!". Michelle hängde på. John frågade då Denny, "Papas? Okay, problem solved." På detta sätt kom alltså gruppnamnet till.

### Hits
Kort efter att gruppen kommit till Kalifornien blev Frank Werber deras manager, och de var snart skrivna på skivbolaget Dunhill. Tidigt 1966 släpptes debutsingeln "California Dreamin' " som handlade om de varma känslor man upplevde i Kalifornien. Idag är det antagligen deras internationellt mest kända låt, i konkurrens med minst lika framgångsrika uppföljarsingeln "Monday, Monday" som också är deras enda billboardetta. Debutalbumet If You Can Believe Your Eyes and Ears följde därefter.

### Kärleksintriger och uteslutningar
Kärleksintriger inom gruppen gjorde att man under inspelningarna av nästa album, självbetitlade The Mamas and the Papas uteslöt Michelle till förmån för Jill Gibson. Hon blev dock inte långvarig i gruppen, och det är fortfarande oklart om hon medverkade på några inspelningar. Michelle var återigen medlem i gruppen i augusti samma år.

### Fortsatta karriären
De fortsatte sin karriär 1967 med att spela in albumet Deliver och släppa singlarna "Creeque Alley", "Dedicated to the One I Love", och "Twelve Thirty (Young Girls are Coming to the Canyon)", sistnämnda hade ett tema liknande "California' Dreamin' ". John Phillips skrev det året en låt som kommit att representera hippieeran och "Summer of Love", "San Francisco (Be Sure to Wear Flowers in Your Hair)". Låten sjöngs in av Scott McKenzie och blev en stor hit i hela världen. Som kuriosa kan nämnas att gruppen som var med när låten spelades in hade blommor i håret vid tillfället.

### Slutet
Efter ett långt samarbete upplöstes gruppen år 1968, men samlades på nytt för ett sista album 1971. Phillips och Doherty återbildade gruppen den 3 mars 1982 för konsertframträdanden tillsammans med John Phillips dotter MacKenzie Phillips, samt Spanky McFarlane (tidigare sångare i Spanky and Our Gang). Doherty ersattes 1989 av Scott McKenzie.

## Övrigt
Soundtracket till filmen Beautiful Thing är helt och hållet musik av The Mamas and the Papas.
I Sverige slog gruppen bara igenom måttligt. De hade tre låtar på Tio i topp, "Monday, Monday", "I Saw Her Again" och "California Dreamin'", alla tre 1966.

## Diskografi
Studioalbum
- If You Can Believe Your Eyes and Ears (1966)
- The Mamas and the Papas (1966)
- The Mamas & The Papas Deliver (1967)
- The Papas and the Mamas (1968)
- People Like Us (1971)

Livealbum
- Monterey International Pop Festival (1971)
- Greatest Hits Live In 1982 (1989)